# Borialis
Borialis — американская альтернативная рэп-рок/фанк-метал группа, основная в 1996 году, в Нью-Джерси.

## История
Группа была основана в середине 1996 года Риком Даружем, Эдди Асеведо и Джейсоном Куликовски. В августе 1998 года группа даёт свой первый концерт в Нью-Йорке на трёхдневном фестивале «Day in the Garden». В 1999 году группа выпускает первый альбом «Straight Out the Rug Room». Он имел небольшой успех. В 2004 году Borialis выпускает второй альбом «What You Thought You Heard», который оказался успешнее предшественника. Благодаря «What You Thought You Heard» ребята даже отыграли несколько концертов в Японии. «Don’t Mean A Thing» является самой успешной песней, на неё даже снят клип и она попала в список треков в игре Gran Turismo 4. По словам музыкантов, запись второго альбома они вели исключительно вдохновившись творчеством Rage Against The Machine. В том же году они распались, но через 10 лет восстанавливаются в новом составе и дают концерты в своём родном штате Нью-Джерси.

## Состав

### Нынешние участники
- Рик Даруж — вокал, клавишные (1996—2004; 2014 — н. в.), ритм-гитара (с 2014 — н. в.)
- Эдди Асеведо — бас-гитара, бэк-вокал (1996—2004; 2014 — н. в.)
- Джейсон Куликовски — ударные (1996—2004; 2014 — н. в.)
- Doc NU — скретчинг, сэмплы, бэк-вокал (1996—2004; 2014 — н. в.)
- Джесси Райан — соло-гитара, бэк-вокал (2004 (на концертах); с 2014 — н. в. (официально))
- Стив Фридман — клавишные, бэк-вокал (с 2017 — н. в.)

### Бывшие участники
- Джимми Фаркас — соло-гитара, клавишные, бэк-вокал (1996—2004)
- Джастин Рубинштейн — ритм-гитара, бэк-вокал (1996—2004)
- DJ Ease — скретчинг, сэмплы, бэк-вокал (2004) (на концертах)

## Дискография
- Straight Out the Rug Room (1999)
- What You Thought You Heard (2004)

## Синглы
- Don’t Mean a Thing (2004)